# 미요시 고지
미요시 고지(일본어: 三好 康児, 1997년 3월 26일 ~ )는 일본의 축구 선수로 포지션은 미드필더이다. 현재 버밍엄 시티에서 뛰고 있다.

## 구단 경력
그는 2015년 J1리그의 가와사키 프론탈레에 입단했다. 2018년부터 2019년까지 홋카이도 콘사돌레 삿포로와 요코하마 F. 마리노스에서 뛰었다. 2019년 로열 앤트워프 FC로 이적했다. 2023년까지 72경기에 출전하여, 6득점을 넣었다. 2023년 버밍엄 시티 FC로 이적했다.

## 국가대표팀 경력
그는 2013년 FIFA U-17 월드컵, 2017년 FIFA U-20 월드컵에 출전했다.
2018년 아시안 게임에 참가할 일본 U-23 국가대표팀에 발탁되었으며, 은메달 획득에 기여했다.
2019년 코파 아메리카에 참가할 일본 국가대표팀에 발탁되었으며, 6월 17일 칠레와의 경기에서 데뷔했다. 6월 20일 우루과이와의 경기에서는 2득점을 넣었다. 그는 2020년까지 국제 A매치 통산 5경기에 출전, 2득점을 넣었다.
2020년 하계 올림픽 국가대표팀에 포함되었다. 5경기에 출전, 1득점을 넣어서, 4강 진출에 기여했다.

## 통계
| 일본 | 일본 | 일본 |
| 연도 | 출전 | 득점 |
| ---- | ---- | ---- |
| 2019 | 3    | 2    |
| 2020 | 2    | 0    |
| 통산 | 5    | 2    |